# Too Little Too Late
«Too Little Too Late» —en español: «Demasiado tarde»— es una canción pop/R&B escrita por Billy Steinberg, Josh Alexander, y Ruth-Anne Cunningham para el segundo álbum de JoJo The High Road (2006). Fue coproducida por Josh Alexander, Vincent Herbert, y Billy Steinberg.
«Too Little Too Late» fue lanzado como el primer sencillo del álbum el 24 de julio de 2006. Tras su lanzamiento, rompió el récord más grande de los primeros tres sobre la cartelera de la Billboard Hot 100, yendo del número sesenta y seis al número tres en una semana. Este récord fue hecho antes por Mariah Carey con su sencillo «Loverboy» que saltó del número sesenta al número dos. Sin embargo el récord fue roto el 7 de abril de 2007 por Beyoncé y Shakira con su canción «Beautiful Liar» que saltó del noventa y cuatro al número tres.

## Información de la canción
La canción fue escrita por Josh Alexander, que compuso la música en el verso y el coro. Billy Steinberg y Ruth-Anne Cunningham trabajaron sobre la lírica y la melodía. Los principios de «Too Little Too Late» remontan atrás del Ejecutivo(Directivo) de Universal Records VP de Bruce Carbon, que colocó un anuncio de editores en un diario comercial diciendo que JoJo buscaba canciones para su último álbum. Billy Steinberg y Josh Alexander enviaron su demo (cantado por el coescritor Ruth-Anne Cunningham) a la oficina de Bruce en Ciudad de Nueva York, entonces arregló una reunión entre Josh, Billy, y Vincent Herbert en Blackground Records. Herbert estuvo de acuerdo con coproducirlo con Billy y Josh en septiembre de 2005.
Como «Leave (Get Out)», la canción es midtempo y su coro mezcla tanto guitarras acústicas como eléctricas. Está en la sintonía D; un ostinato corre en todas partes de la mayor parte de la canción sobre el hit-hat en el cual puedes excluir un modelo constante de 3+3+3+2+3+2, creando un poliritmo sobre el surco de compás básico 4/4. Hay muy breve empleo de 3/8 y 5/8 en el puente. La canción atraviesa muchos géneros diferentes, fundiendo R&Bcon los elementos de techno y la música alternativa.
```
También, el nuevo verbo de voz de 
JoJo
 en todas partes de la mayor parte de la canción. La progresión de acorde del coro comienza sobre el acorde ii.
```

## Promoción y estreno
El sencillo fue estrenado en Internet el 24 de julio. JoJo cantó el sencillo por primera vez el 15 de agosto durante Miss Teen USA estadounidense. Ella también ha actuado la canción en TRL, The Today Show, The Tonight Show, The Ellen DeGeneres Show, The View, CD USA, The Megan Mullally Show, Live with Regis and Kelly, Sessions@AOL y Music Choice.

## Video musical
El vídeo musical fue dirigido por Chris Robinson para HSI Productions representadas por Robin Frank Management. Fue filmado em 10-12 de junio de 2006. Al principio, una competición patrocinada por la disquera de JoJo y el street team habría permitido a un admirador en el rodaje del vídeo entrevistarla personalmente el 19 de mayo en Los Ángeles, pero fue cancelada en el último minuto, causando un alboroto menor. JoJo dio a sus admiradores un trozo del vídeo el 3 de junio en un corto entre bastidores segmenta sobre el CD EE. UU., explicando el significado de la canción, " y la gran escena cuando llueve ".
El 11 de junio, las fotos del rodaje de las primeras escenas del vídeo se enseñaron en Wireimage.com. En las primeras fotos era visible un lugar santo dedicado a Proof, del grupo de hip-hop D12, pero fue excluido de la revisión final. Robin Williams y su hija Zelda Williams aparecieron en las fotos y en el metraje destacado en "Luces, Cámara, Acción (Detrás de las cámaras del vídeo)" la sección sobre The High Road bonus DVD. El estreno mundial de «Too Little Too Late» fue realizado el 27 de julio en AOL.
Dieron al vídeo un tema de fútbol porque fue grabado durante la Copa Mundial de Fútbol de 2006. En su MySpace, JoJo dijo que ella quiso usar el vídeo para exponer el fútbol a una audiencia que puede ser desconocida con ello. Los jugadores de UCLA Bruins Sean Alvarado, Gregorio Folk, Maxwell Griffin, Damon James, James Jaramillo, Jason Leopoldo, Edwige Ligonde, Mikey Meschures, Kyle Nakazawa, Eric Reed, Sal Zizzo, y el antiguo portero Eric Conner estuvieron implicados en el vídeo. Al principio, sus entrenadores les dijeron a cada uno de ellos que fueron necesarios para un proyecto de Lindsay Lohan. El actor Miguel Zaher comentó que él habría ganado más de 8,000 dólares durante tres días de rodaje, pero debido a NCAA Regulations, él y el resto de sus compañeros de equipo como atletas no profesionales les prohibieron aceptar cualquier gasto para su trabajo para quedarse eligible para la siguiente sesión. Los rodajes ocurrieron en el Este del Colegio de Los Ángeles del Estadio Weingart para las escenas de juego de fútbol así como en CityWalk Universal de Universal Studios y una casa de 10 entre estados.

### Sinopsis
El vídeo comienza con una secuencia en la cual JoJo se enfrenta a su novio David, interpretado por Miguel Zaher, después de que ella lo descubre en un partido ligando con otra chica, con bebidas en su mano. En la escena de apertura dramática, nosotros vemos un coche aparcado. JoJo muy alterada. " Es despreciable David " le dice ella. David le dice que él no ligaba con nadie y que ella sabe que él todavía la ama, que ella niega que sus acciones son más fuertes que sus palabras. Él trata de consolarla ofreciéndola un boleto para su partido del sábado. Cuando la música comienza, el espectador es conducido a casa de JoJo.
La cámara aprovecha los ángulos cerrados y formas que contrastan. Dentro, hay un primer plano de perchas dispersadas en el suelo, una pelota de fútbol y un osito de felpa gigantesco que más tarde se ve que ha sido ganado por David en un carnaval cuando ellos estaban en una cita (una referencia del sencillo anterior de JoJo, «Baby It's You»).

## Formatos
- Digitales

| Sencillo digital |                                       |          |  |
| N.º              | Título                                | Duración |  |
| 1.               | «Too Little Too Late» (Album version) | 3:39     |  |
| 2.               | «Get It Poppin» (Lado B)              | 3:41     |  |

| Maxi Single |                                                       |          |  |
| N.º         | Título                                                | Duración |  |
| 1.          | «Too Little Too Late» (Album version)                 | 3:47     |  |
| 2.          | «Too Little Too Late» (Full Phatt Remix (con Tah Mac) | 4:24     |  |
| 3.          | «Too Little Too Late» (Full Phatt Remix)              | 3:53     |  |
| 4.          | «Too Little Too Late» (Instrumental)                  | 3:47     |  |
| 5.          | «Too Little Too Late» (Video)                         | 4:04     |  |

| Oficial Mixes |                                                           |          |  |
| N.º           | Título                                                    | Duración |  |
| 1.            | «Too Little Too Late» (Album version)                     | 3:47     |  |
| 2.            | «Too Little Too Late» (Full Phatt Remix (con Tah Mac)     | 4:24     |  |
| 3.            | «Too Little Too Late» (Full Phatt Remix)                  | 3:53     |  |
| 4.            | «No Puedes Volver» (Spanish Version)                      | 3:47     |  |
| 5.            | «Too Little Too Late» (Sarkhan) (English & Spanish Mix)   |          |  |
| 6.            | «Too Little Too Late» (Josh Harris Radio Mix)             | 3:55     |  |
| 7.            | «Too Little Too Late» (Josh Harris Club Mix)              | 7:19     |  |
| 8.            | «Too Little Too Late» (Josh Harris Dub)                   | 7:34     |  |
| 9.            | «Too Little Too Late» (Raul Rincón Vocal Version)         | 7:44     |  |
| 10.           | «Too Little Too Late» (Raul Rincón Dub Version)           | 7:44     |  |
| 11.           | «Too Little Too Late» (Raul Rincón Late Nite Dub Version) | 7:44     |  |
| 12.           | «Too Little Too Late» (DJ Rufato's Remix)                 |          |  |

- Materiales

| Sencillo en CD - Promo tour (2011) |                                          |          |  |
| N.º                                | Título                                   | Duración |  |
| 1.                                 | «Disaster»                               | 3:37     |  |
| 2.                                 | «Too Little Too Late» (Versión acústica) | 3:31     |  |

## Créditos
- Vocal principal: JoJo
- Coro: Ruth-Anne Cunningham y JoJo
- Ingenieros de grabación: Josh Alexander, Paul Foley
- Ingenieros: Dave Russell
- Ayudante de ingeniero: Katia Lewin

## Funcionamiento en las listas
«Too Little Too Late» debutó en el número trece de la Bubbling Under Hot 100 Singles la semana del 19 de agosto de 2006. La semana siguiente ingresó a la Billboard Hot 100 en el número noventa. En su quinta semana, «Too Little Too Late» subió del número sesenta y seis al número tres, siendo este el mayor salto de la semana. Gracias a ello se convirtió en el único sencillo Top10 de JoJo en los Estados Unidos. El sencillo ha vendido 821,000 mil copias digitales hasta marzo de 2007.
En el Reino Unido, el sencillo ingresó al número veinte y dos de la UK Singles Chart. Una semana después y gracias al lanzamiento físico, pudo alcanzar el número cuatro de la lista, convirtiéndose en el tercer éxito Top10 en aquel país. En la tienda digital iTunes del mismo país, alcanzó el número uno de la UK iTunes Top 100 Songs el 10 de marzo. Con todo ello, «Too Little Too Late» se convirtió en el sencillo más exitoso de JoJo en Reino Unido, luego de haber permanecido seis semanas en el Top10, y once semanas en el Top40.

### Semanales
| América del Norte |                          |    |        |
| Estados Unidos    | Billboard Hot 100        | 3  | [ 9 ]  |
| Estados Unidos    | Billboard Pop Songs      | 2  |        |
| Estados Unidos    | Adult Pop Songs          | 12 |        |
| Estados Unidos    | Adult Contemporary       | 21 |        |
| Europa            |                          |    |        |
| Alemania          | Top 100 canciones        | 30 | [ 10 ] |
| Austria           | Top 75 canciones         | 40 | [ 11 ] |
| Bélgica (Flandes) | Top 50 canciones         | 44 | [ 12 ] |
| Dinamarca         | Top 40 canciones         | 11 | [ 13 ] |
| Hungría           | Top 40 canciones         | 25 | [ 14 ] |
| Irlanda           | Top 50 canciones         | 2  | [ 15 ] |
| Italia            | Top 20 canciones         | 11 | [ 16 ] |
| Países Bajos      | Top 100 canciones        | 96 | [ 17 ] |
| Reino Unido       | Top 75 canciones         | 4  | [ 18 ] |
| República Checa   | Top 100 canciones        | 66 | [ 19 ] |
| Suecia            | Top 60 canciones         | 18 | [ 20 ] |
| Suiza             | Top 75 canciones         | 53 | [ 21 ] |
| Europa            | European Hot 100 Singles | 10 | [ 22 ] |
| Oceanía           |                          |    |        |
| Australia         | Top 50 canciones         | 10 | [ 23 ] |
| Nueva Zelanda     | Top 40 canciones         | 5  | [ 24 ] |

### Anuales
| América del Norte |                   |    |        |
| Estados Unidos    | Billboard Hot 100 | 72 | [ 25 ] |
| Europa            |                   |    |        |
| Reino Unido       | Top 75 canciones  | 45 | [ 26 ] |
| Oceanía           |                   |    |        |
| Australia         | Top 50 canciones  | 82 | [ 27 ] |

## Certificaciones
| Oceanía   |      |      |              |        |        |
| Australia | ARIA | 2006 | Disco de oro | 35 000 | [ 28 ] |

## Historial de lanzamiento
| País           | Fecha                | Formato          | Sello discográfico                        |
| -------------- | -------------------- | ---------------- | ----------------------------------------- |
|                | 29 de junio de 2006  | Estreno En línea | Da Family, Blackground Records, Universal |
| Estados Unidos | 15 de agosto de 2006 | Descarga digital | Da Family, Blackground Records, Universal |
| Canadá         | 15 de agosto de 2006 | Descarga digital | Da Family, Blackground Records, Universal |
| Reino Unido    | 15 de enero de 2007  | Descarga digital | Da Family, Blackground Records, Universal |